# Biskupice (powiat Łuczeniec)
Biskupice (węg. Fülekpüspöki) – wieś (obec) na Słowacji położona w kraju bańskobystrzyckim, w powiecie Łuczeniec. Pierwsze wzmianki o miejscowości pochodzą z roku 1294. 
Według danych z dnia 31 grudnia 2012, wieś zamieszkiwało 1145 osób, w tym 578 kobiet i 567 mężczyzn.
W 2001 roku rozkład populacji względem narodowości i przynależności etnicznej wyglądał następująco:
- Słowacy – 19,01%
- Czesi – 0,27%
- Romowie – 2,79%
- Węgrzy – 77,57%

Ze względu na wyznawaną religię struktura mieszkańców kształtowała się w 2001 roku następująco:
- Katolicy rzymscy – 91,26%
- Ewangelicy – 0,63%
- Ateiści – 3,78%
- Nie podano – 1,08%